# Piotr Brok
Pour les articles homonymes, voir Brok (homonymie).
Piotr Fiodorovitch Brok (en russe : Пётр Фёдорович Брок), né le 20 août 1805 à Moscou, décédé le 30 janvier 1875 à Saint-Pétersbourg, est un homme politique russe, il est membre du Conseil d'État (1853), ministre des Finances du 9 avril 1852 au 23 mars 1858.

## Biographie
De confession luthérienne, Piotr Fiodorovitch Brok est issu d’une famille de la noblesse prussienne. 
Après avoir obtenu un diplôme à l’université de Moscou en mars 1821, il entre au ministère des communications, dans une division consacrée à la construction de ponts et de voies de communication dans la région de Moscou. Le 1er juin 1825, il entre au ministère du commerce extérieur. Du 25 mai 1827 au 22 mai 1831, il est président de la Banque d’État.
Le 14 janvier 1844, il devient surintendant adjoint du ministre de Vassili Hanykov, alors malade. À ce poste, il reçoit l’Ordre de Saint-Vladimir ainsi que l’Ordre de Saint-Stanislas.
Le comte Fiodor Vrontchenko, étant malade, Brok gère temporairement le ministère des Finances et, le 19 avril 1853, il est nommé ministre des Finances, tout en préservant son titre de secrétaire d’État.
Pendant ses premières années à la tête du ministère des Finances, Brok consacre tout son temps à la recherche de fonds afin de couvrir les dépensées extraordinaires causées par la Guerre de Crimée. Au cours de la période 1852-1857, ce sont 773 millions de roubles de déficit qu'il faut financer. Ils sont couverts en partie par deux prêts extérieurs, et en partie par l’émission de plus de 400 millions de roubles de billets de crédit. À la fin de la guerre, Brok mit en œuvre un certain nombre de mesures visant à rationaliser les finances publiques. À la suite de la loi sur la réduction des intérêts sur les dépôts, adoptée en 1856 à l’initiative de Brok, les fonds se réorientèrent massivement vers les actions et les marchés de capitaux, ce qui entraîna une reprise de l’industrie. Brok favorisa activement l’émergence d'une économie de marché et soutint l'expansion des grandes entreprises privées. En 1857, les droits de douane furent révisés et les droits à l'importation réduits. Avec l’approbation en 1857 du règlement sur le premier réseau ferroviaire, l'Etat décida également de soutenir activement la Société générale des chemins de fer. Le 1er janvier 1856, en récompense de ses services, Brok reçoit l’Ordre de Saint-Alexandre Nevski.
Le 23 mars 1858, il est démis de ses fonctions de ministre des Finances, démissionne de son poste de secrétaire d’État, avant d'être nommé membre du Conseil d’État le 23 mai 1858. Pendant deux ans, il est président du département d’économie du Conseil d’État.
Piotr Brok meurt des suites d’une maladie, le 30 janvier 1875.